# Tetrâmetro anapéstico
Tetrâmetro anapéstico, em uma composição poética, é um verso cujo ritmo é produzido por 4 pés anapesto, que contém, cada um, duas sílabas breves e uma sílaba tônica.
É um ritmo encontrado em alguns sonetos alexandrinos.

## Exemplos
Es te  mun do  mor tal   que  me_am pa ra,_es ta  vi da_

é  meu  bem  mais  di vi no,_é  meu  fel,  é  meu  sal.

Ne le_eu  te nho   gua ri da,_é  meu  bem  na tu ral,

en tre tan to_e le_es tá  com  pas sa gem  de vi da.

("Uma cruz enterrada no céu" - Paulo Camelo)
E ra_o  céu  de  si lên cio  com  bri sas  a zuis

e ram  lu as  de  fo go,_e ra_o  fo go do  di a_

e ram_os  sons  das  quer mes ses,  a  fes ta  de  luz

e ram  trê mu los  bei jos,  quen tu ra_e  mão  fri a.

("Tempestado geminando o espaço do tempo" - Luciano Maia)